# Bret Harte
Pour les articles homonymes, voir Harte.
 (janvier 2021).
Si vous disposez d'ouvrages ou d'articles de référence ou si vous connaissez des sites web de qualité traitant du thème abordé ici, merci de compléter l'article en donnant les références utiles à sa vérifiabilité et en les liant à la section « Notes et références ».
Francis Brett Hart dit Bret Harte, né le 25 août 1836 à Albany (New York) et mort le 6 mai 1902 à Camberley, est un poète et écrivain américain, connu pour ses ouvrages sur la vie des pionniers en Californie.

## Biographie
Il est né Francis Brett Hart à Albany, New York, nommé ainsi d'après son arrière-grand-père Francis Brett. Lors de son enfance, son père change l'orthographe de leur nom de famille en Harte. Par la suite, le jeune homme préfère conserver son second prénom et devient Bret Harte.
Il part tenter sa chance en Californie en 1853 et s'installe en 1854 à San Francisco où il exerce de nombreux petits boulots : mineur, professeur, messager et journaliste. Employé de diligences, apothicaire, précepteur, secrétaire de la monnaie puis directeur de l' Overland Monthly, il passe une partie de sa vie sur la côte de la Californie du Nord, dans le camp de mineurs Humboldt Bay, à présent la ville d'Arcata.
Il se fait connaître en publiant dès 1868 La Chance entre au camp où il décrit le Far West et son exotisme. Ses personnages caricaturaux comme le colonel Pendleton, un tueur au grand cœur, vont inspirer les réalisateurs de nombreux westerns ainsi que les récits de Mark Twain avec qui il écrit en 1877 Ah ! Péché !.

## Hommage
Son nom a été donné à Bret Harte, une census-designated place située dans le comté de Stanislaus, en Californie.

## Œuvres
- 1873 : Les Maris de Mrs Skaggs
- 1875 : Contes des Argonautes
- 1876 : Gabriel Conroy, roman autobiographique